# پیوند هیپوستاتیک
پیوند هیپوستاتیک (ὑπόστασις) یک اصطلاح فنی در الهیات مسیحیت است که در جریان اصلی مسیح‌شناسی برای توصیف اتحاد انسانیت و الوهیت مسیح در یک فرض اقنوم یا شخصیت فردی به کار می‌رود.